# 1597 no Brasil
Esta é uma cronologia dos acontecimentos do ano de 1597 no Brasil.

## Eventos
- Em andamento (1580-1640): Dinastia Filipina em Portugal (período da chamada "União Ibérica").
- 25 de dezembro: A foz do rio Potenji é alcançada pelo capitão-mor da Capitania de Pernambuco, Manuel de Mascarenhas Homem, que ali ergueu um núcleo defensivo para combater os franceses- o embrião da Fortaleza da Barra do Rio Grande, preparando o terreno para a futura cidade de Natal, na Capitania do Rio Grande.

## Mortes
- 9 de junho: José de Anchieta, padre jesuíta espanhol, santo da Igreja Católica e um dos fundadores das cidades brasileiras de São Paulo e do Rio de Janeiro (n. 1534).[1]